# Psilocurus reinhardi
Psilocurus reinhardi är en tvåvingeart som beskrevs av Stanley Willard Bromley 1951. Psilocurus reinhardi ingår i släktet Psilocurus och familjen rovflugor. Inga underarter finns listade i Catalogue of Life.